# Famille Korda
La famille Korda de Borosjenő (en hongrois : borosjenői Korda család) est une ancienne famille aristocratique hongroise aujourd'hui éteinte.

## Origines
La famille serait originaire d'Italie et se serait installée en Hongrie sous le règne de Charles Robert de Hongrie.
Le premier ancêtre connue est István Korda. Il reçoit en 1503 du roi Vladislas II le domaine de Alsóruttka près de Ruttka. La famille s'installe par la suite en Transylvanie dans le comitat de Szatmár. La branche comtale s'éteint en 1794. La famille s'éteint probablement au  XIXe siècle.

## Membres notables
- Zsigmond Korda de Borosjenő (fl. 1655-1668), fils de Mihály Korda, il fut capitaine du château de Huszt.
- Zsigmond Korda le jeune, fils du précédent, fut grand juge royal (főkirálybíró) de Udvarhelyszék.
- László et Zsigmond Korda, fils du précédent, reçoivent le titre de baron en 1730.
- Mihály Korda reçoit le domaine de Tunyogmatolcs en 1717. Il est "juge des nobles" (főszolgabíró) du comté de Szatmár (1724).
- Zsigmond Korda, seigneur de Nyírmeggyes, Csenger et Csengerújfalu.
- baron puis comte György Korda (†1786), főispán de Kolozs, il est titré comte en 1779. La dot de son épouse, la comtesse Zsuzsanna Teleki, fille du général comte Ádám Teleki, augmente considérablement ses possessions.
- Lőrinc Korda, "juge des nobles" puis alispán de Szatmár (1837).

## Liens, sources
- Iván Nagy: Magyarország családai (Vol. VI), Pest, 1857-1868
- genealogy.euweb.cz